# Impatientinum
Impatientinum  (лат.) — род тлей из подсемейства Aphidinae. Евразия, Америка.

## Описание
Мелкие насекомые, длина 1,5—3,1 мм.
Ассоциированы с растениями Smilax, Impatiens, Cuphea. Диплоидный набор хромосом 2n=16
.
- Impatientinum asiaticum Nevsky, 1929
- Impatientinum balsamines (Kaltenbach, 1862)
- Другие виды